# Al Qafr (huyện)
Huyện Al Qafr là một huyện thuộc tỉnh Ibb, Yemen. Đến thời điểm năm 2003, huyện này có dân số 103272 người